# 鈴木道太
鈴木道太（すずき　みちた、1907年8月1日-1991年3月13日）は、日本の教育者、教育評論家。

## 生涯
宮城県生まれ。本名・銀一。宮城師範学校卒。小学校教員となり、1934年宮城県綴方教育研究会を結成、35年北日本教育連盟に参加。1940年検挙され服役。戦後は児童福祉司として活動した。

## 著書
- 『こどもから親への抗議 理想の両親のありかた』宮城教育図書出版協会 1949
- 『つゞり方讀本 作文勉強の手びき』選・指導 AOBA編集部編 河北新報社 1949
- 『親と教師への子どもの抗議』国土社 1951
- 『生活する教室 北方の教師の記録』東洋書館 1951
- 『親と子の新しい規律』国土社 1953
- 『母の立場』百合出版 1956
- 『教師への母親の抗議』国土社 1957
- 『母と教師に語る 子どものしあわせはどこに』明治図書出版 1957
- 『北方教師の記録』麦書房 生きている教育シリーズ 1957
- 『愛情と知恵のしつけ』麦書房 1958
- 『子ども会 そのこころといとなみ』新評論 1958
- 『親の世界と子どもの世界』新評論 1959
- 『実話・子どもの導きかた』子どものもんだい 国土社 1959
- 『生活の知恵のしつけ』麦書房 1960
- 『母と子の小さな物語』至誠堂 現代人叢書 1960
- 『かしこい母になるために』明治図書出版 1962
- 『父親復興 新=子どもの抗議』国土社 国土新書 1963
- 『親と教師への子どもの抗議』国土社 国土新書 1964
- 『叱ってよい時わるい時』明治図書出版 1964
- 『ほめてよいこと・わるいこと』明治図書出版 シリーズ・現代家庭教育新書 1966
- 『日本の子どものしつけ』国土社 ホームライブラリー 1967
- 『小学生の家庭教育 児童期の親と子』明治図書出版 シリーズ・現代家庭教育新書 1968
- 『幼児期の親と子』明治図書出版 シリーズ・現代幼児教育新書 1968
- 『いたずら時代の人間形成 こども会の原点』新評論 1969
- 『ああ国定教科書 怒りと懐かしさをこめて』文化出版局 レモン新書 1970
- 『親の生き方・子の生き方』明治図書出版 シリーズ・現代家庭教育新書 1970
- 『名作にみる子どものしつけ』全5巻　明治図書出版、1971
- 『鈴木道太著作選』全3巻　明治図書出版 1972
- 『戦後子どもの考えはどう変わったか』明治図書出版 1975
- 『心かよう村びとの生き方』明治図書出版 シリーズ・現代家庭教育新書 1976

### 編共著
- 『涙にもろき母にみせまじ 罪の子の手記』編 東洋書館 1951
- 『子ども会 その理論と実際』但木卓郎共著 新評論社 1955
- 『子ども会 児童期の子どもの導き方』但木卓郎共著 新評論社 教育新書 1956
- 『女教師 その喜びと悩みに生きて』編 新評論 1957
- 『忘れられない感動の話 ここに教師のよろこびが』丸岡秀子共編 麦書房 1958
- 『地域子ども会入門』遠藤実共著 新評論 1961
- 『成功したわが家のしつけ』編 明治図書出版 シリーズ・現代家庭教育新書 1967
- 『わが子へこのひとことを』共著 明治図書出版 シリーズ・現代家庭教育新書 1968
- 『子どもが親を嫌う時 2 (小学生の作文から)』戸田唯巳,平野彧共編 明治図書出版 シリーズ・現代家庭教育新書 1974
- 『続・こんな親なら教師なら』松下竜一他共著 明治図書出版 シリーズ・現代家庭教育新書 1979

## 論文
- Cinii